# 山丹站
山丹站位于中华人民共和国甘肅省张掖市山丹县，是兰新铁路上的火车站，建于1955年，由中国铁路兰州局集团武威南车务段管辖。

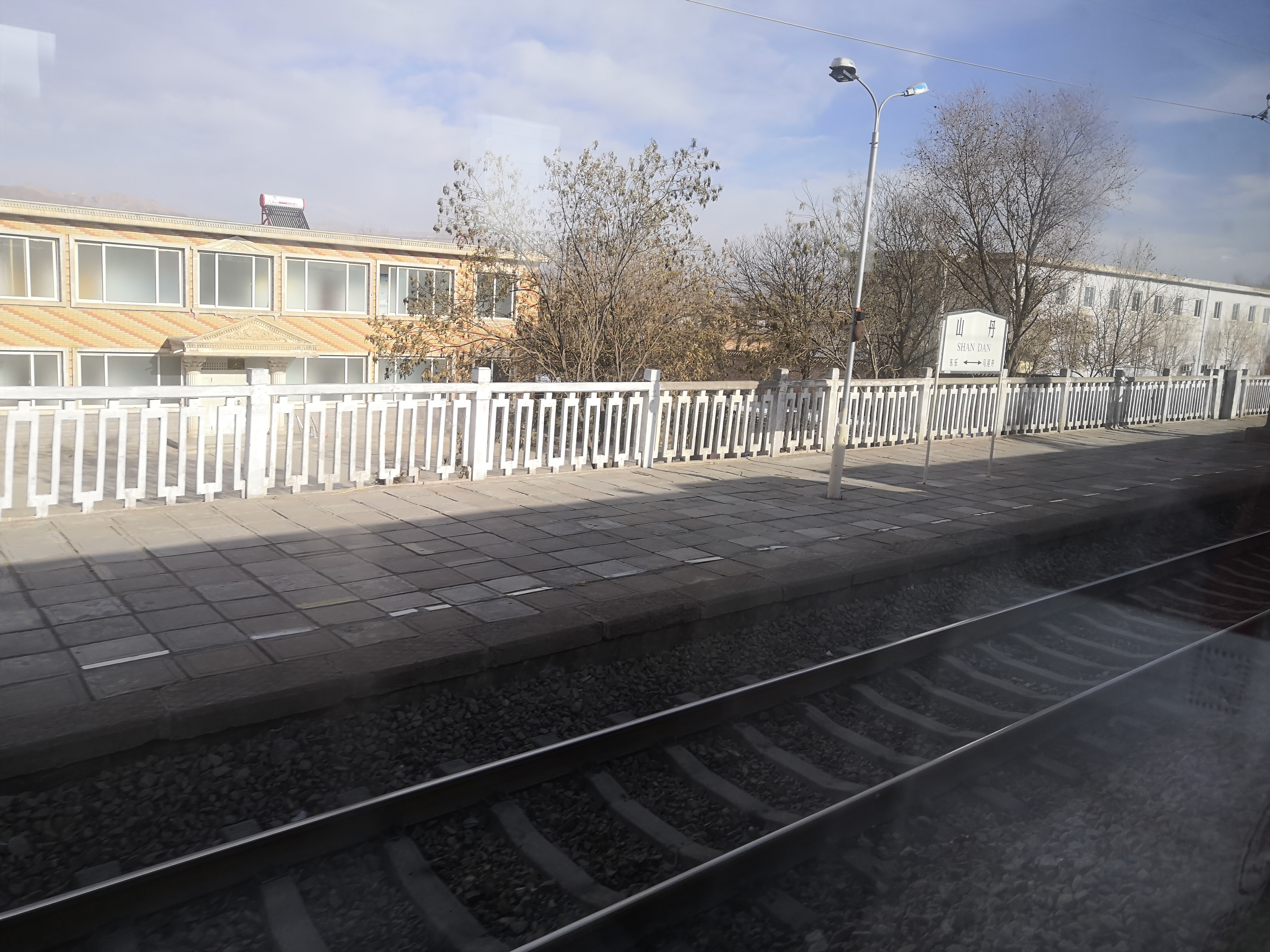
2019年，列车上抓拍的山丹站站台与站牌

## 歷史
- 建于1955年。

## 車站周邊
- 焉支山文化创意园
- 艾黎国际酒店

## 外部連結
- 中国铁路客户服务中心 （页面存档备份，存于）